# معمودية النار (رواية)
معمودية النار (بالبولندية: Chrzest ognia) هي الرواية الثالثة من ملحمة الويتشر كتبها الروائي البولندي الفانتازي أندريه سابكوسكي، ونُشرت أول مرة في 1996. سبقتها رواية زمن الازدراء وتبعتها رواية برج السنونو، وقد تُرجمت الرواية إلى عدة لغات لكنها لم تترجم للعربية.